# Christian O'Sullivan
Christian O'Sullivan (født 22. august 1991 i Oslo, Norge) er en norsk/britisk håndboldspiller, som spiller i SC Magdeburg og på Norges herrehåndboldlandshold.
Han deltog under EM i håndbold 2020 i Sverige/Østrig/Norge.